# Římskokatolická farnost Krouna
Římskokatolická farnost Krouna je územním společenstvím římských katolíků v rámci chrudimského vikariátu královéhradecké diecéze.

## O farnosti

### Historie
Podle listiny s prvním výskytem obce Krouna z roku 1349 patřila obec pod mýtský děkanát, který byl součástí archidiakonátu hradeckého. Po vzniku biskupství v Litomyšli se jeho součástí stal i děkanát mýtský se svými farami. 
V době husitských nepokojů v 15. století, kdy se rozpadla katolická církevní správa a roku 1421 de facto zaniká i litomyšlské biskupství, přivedl Jan Pardus z Horky a Vratkova, český husitský hejtman, na všechny fary rychmburského panství utrakvistické kněze, tj. kazatele umírněného husitství (nejspíše po roce 1454, kdy Rychmburk dostává od krále Ladislava Pohrobka). Nekatolickou zůstala fara v Krouně zhruba do roku 1620. V této době vlastnil Rychmburk Lev Burián Eusebius Berka z Dubé a Lipého, přívrženec Ferdinanda II., fary začaly být obsazovány katolickými kněžími. Z nedostatku kněží však po roce 1620 v Krouně zanikla samostatná fara, duchovní správu převzala fara ve Skutči (roku 1655 bylo ve Skutči zřízeno děkanství), později 1673 v Hlinsku a 1677 děkanství ve Skutči. Rozdělení Čech na děkanáty (jako vyšší církevně územní jednotky, které zahrnovaly několik farností) bylo kolem roku 1631 pražským arcibiskupem Arnoštem Vojtěchem z Harrachu změněno dělením na vikariáty jako vyššími církevně-územními jednotkami (které obvykle zahrnovaly několik původních děkanátů). Post skutečského děkana byl spojen i s postem skutečského vikáře (vikariát vznikl ve Skutči roku 1750). Za skutečského děkana Antonína Ignáce Matheidy byla po roce 1699 zahájena silnější rekatolizaci území děkanátu, byly organizovány misie, podporován rozvoj lidové zbožnosti a mariánský kult. K obnovení krounské katolické fary v roce 1737 významně přispěl Štěpán Vilém Kinský, vlastník Rychmburka a v té době také nejvyšší maršálek Království českého. Zřízení fary (v době, kdy skutečným děkanem byl František Jan Jeroným Bartoň, rozšiřovatel mariánského a svatojánského kultu) bylo potvrzeno nařízením knížete-arcibiskupa pražského Jana Mořice Gustava z Manderscheid-Blankenheimu z 8. 5. 1737; při této příležitosti nařídil vyjmout několika vsí z obvodu skutečského děkanátu a jejich připojení k nově vzniklé farnosti; jednalo se o obec Krounu s farním kostelem, Oldřiš, Humperky, Čachnov, Rudu, Rychnov, Františky, Českou Rybnou a dále i o Otradov a Pustou Kamenici se svými filiálními kostely. Rychmburk a Krouna se stávají významnými správními centry oblasti. Farářem v Krouně se stává Jan Nepomuk Felix Chuchelský z Nestajova. Roku 1784 se tento obvod (a také děkanství skutečské) stal součástí královéhradecké diecéze. Roku 1921 byla Česká Rybná přifařena k Proseči.

Kostel v Krouně je poprvé připomínán v roce 1350 a původně byl dřevěný. V letech 1770–1773 byl přestavěn do podoby barokní zděné stavby.

### Současnost
Farnost má sídelního duchovního správce, který je zároveň administrátorem excurrendo farnosti Pustá Kamenice.
| Kostel                         | Místo   | Bohoslužba                                                                        | Bohoslužba      | Poznámka        |
| ------------------------------ | ------- | --------------------------------------------------------------------------------- | --------------- | --------------- |
| Kostel sv. Michaela archanděla | Krouna  | neděle pondělí středa pátek sobota                                                | 8.00 18.00 8.00 | farní kostel    |
| Kostel sv. Bartoloměje         | Otradov | 2. neděle v měsíci (pouze v letním čase) 3. neděle v měsíci (pouze v zimním čase) | 11.00           | filiální kostel |